# Chiếu (cờ vua)
|   | a                                              | b                                              | c                                              | d                                              | e                                              | f                                              | g                                              | h                                              |   |
| 8 | c6 black king · c2 white queen · e1 white king | c6 black king · c2 white queen · e1 white king | c6 black king · c2 white queen · e1 white king | c6 black king · c2 white queen · e1 white king | c6 black king · c2 white queen · e1 white king | c6 black king · c2 white queen · e1 white king | c6 black king · c2 white queen · e1 white king | c6 black king · c2 white queen · e1 white king | 8 |
| 7 | c6 black king · c2 white queen · e1 white king | c6 black king · c2 white queen · e1 white king | c6 black king · c2 white queen · e1 white king | c6 black king · c2 white queen · e1 white king | c6 black king · c2 white queen · e1 white king | c6 black king · c2 white queen · e1 white king | c6 black king · c2 white queen · e1 white king | c6 black king · c2 white queen · e1 white king | 7 |
| 6 | c6 black king · c2 white queen · e1 white king | c6 black king · c2 white queen · e1 white king | c6 black king · c2 white queen · e1 white king | c6 black king · c2 white queen · e1 white king | c6 black king · c2 white queen · e1 white king | c6 black king · c2 white queen · e1 white king | c6 black king · c2 white queen · e1 white king | c6 black king · c2 white queen · e1 white king | 6 |
| 5 | c6 black king · c2 white queen · e1 white king | c6 black king · c2 white queen · e1 white king | c6 black king · c2 white queen · e1 white king | c6 black king · c2 white queen · e1 white king | c6 black king · c2 white queen · e1 white king | c6 black king · c2 white queen · e1 white king | c6 black king · c2 white queen · e1 white king | c6 black king · c2 white queen · e1 white king | 5 |
| 4 | c6 black king · c2 white queen · e1 white king | c6 black king · c2 white queen · e1 white king | c6 black king · c2 white queen · e1 white king | c6 black king · c2 white queen · e1 white king | c6 black king · c2 white queen · e1 white king | c6 black king · c2 white queen · e1 white king | c6 black king · c2 white queen · e1 white king | c6 black king · c2 white queen · e1 white king | 4 |
| 3 | c6 black king · c2 white queen · e1 white king | c6 black king · c2 white queen · e1 white king | c6 black king · c2 white queen · e1 white king | c6 black king · c2 white queen · e1 white king | c6 black king · c2 white queen · e1 white king | c6 black king · c2 white queen · e1 white king | c6 black king · c2 white queen · e1 white king | c6 black king · c2 white queen · e1 white king | 3 |
| 2 | c6 black king · c2 white queen · e1 white king | c6 black king · c2 white queen · e1 white king | c6 black king · c2 white queen · e1 white king | c6 black king · c2 white queen · e1 white king | c6 black king · c2 white queen · e1 white king | c6 black king · c2 white queen · e1 white king | c6 black king · c2 white queen · e1 white king | c6 black king · c2 white queen · e1 white king | 2 |
| 1 | c6 black king · c2 white queen · e1 white king | c6 black king · c2 white queen · e1 white king | c6 black king · c2 white queen · e1 white king | c6 black king · c2 white queen · e1 white king | c6 black king · c2 white queen · e1 white king | c6 black king · c2 white queen · e1 white king | c6 black king · c2 white queen · e1 white king | c6 black king · c2 white queen · e1 white king | 1 |
|   | a                                              | b                                              | c                                              | d                                              | e                                              | f                                              | g                                              | h                                              |   |

Trong cờ vua, chiếu hay chiếu tướng (tiếng Anh: check) là một khái niệm trong cờ vua và những trò chơi tương tự cờ vua khác như cờ tướng, janggi, shogi, makruk,... Trong một ván cờ vua, chiếu xảy ra khi quân Vua của một bên đang bị dọa bắt (bị bắt trong nước kế tiếp).
Nếu Vua của một bên bị chiếu mà không thể hóa giải được nước chiếu thì đồng nghĩa với việc quân Vua đó bị chiếu hết và ván cờ sẽ kết thúc, bên bị chiếu hết sẽ thua cuộc.

## Giới thiệu
Nước cờ dọa bắt quân Vua của đối phương ở nước kế tiếp gọi là nước chiếu.
Nếu quân Vua của một bên cùng lúc bị dọa bắt bởi hai quân cờ thì gọi là lưỡng chiếu.
Nếu quân Vua của một bên bị chiếu và bên đó không có nước đi nào hợp lệ để hóa giải nước chiếu thì gọi là chiếu hết hoặc chiếu sát. Ván cờ  sẽ kết thúc khi xảy ra nước chiếu hết và bên bị chiếu hết sẽ thua cuộc, bên còn lại sẽ chiến thắng.
Theo luật cờ vua cơ bản, người chơi không được thực hiện bất kỳ nước đi nào đưa quân Vua của mình vào nước di chuyển (đi vào chân) của quân đối phương.
Cách hóa giải nước chiếu là di chuyển Vua (sang ô an toàn khác), ăn (bắt) quân đang chiếu của địch, hoặc chặn đường chiếu bằng quân khác.
Ở một số biến thể cờ vua có cho phép người chơi di chuyển quân Vua vào nước di chuyển của đối phương, ví dụ như Losing chess (tạm dịch: cờ vua mất quân).
Tất cả các quân cờ đều có thể thực hiện nước chiếu ngoại trừ quân Vua, không thể dùng quân Vua dọa bắt quân Vua đối phương vì sẽ bị quân Vua đối phương bắt khi đến lượt của họ do quân Vua đó đã đi vào chân của quân Vua đối phương.
Trong những ván đấu không chính thức, thói quen đôi khi là thông báo cho đối phương biết khi thực hiện nước chiếu, ví dụ như là hô "chiếu" hoặc "chiếu tướng". Dù vậy trên thực tế, tại những giải đấu chính thức, hay kể cả những ván đấu bình thường, việc thông báo như vậy là rất hiếm gặp.

## Các kiểu nước chiếu

### Chiếu
Ví dụ:
Chỉ đơn giản là một quân bất kỳ (trừ quân Vua) đang chiếu quân Vua đối phương.
| \| \| a \| b \| c \| d \| e \| f \| g \| h \| \| \| 8 \| c6 black king · c2 white rook · e1 white king \| c6 black king · c2 white rook · e1 white king \| c6 black king · c2 white rook · e1 white king \| c6 black king · c2 white rook · e1 white king \| c6 black king · c2 white rook · e1 white king \| c6 black king · c2 white rook · e1 white king \| c6 black king · c2 white rook · e1 white king \| c6 black king · c2 white rook · e1 white king \| 8 \| \| 7 \| c6 black king · c2 white rook · e1 white king \| c6 black king · c2 white rook · e1 white king \| c6 black king · c2 white rook · e1 white king \| c6 black king · c2 white rook · e1 white king \| c6 black king · c2 white rook · e1 white king \| c6 black king · c2 white rook · e1 white king \| c6 black king · c2 white rook · e1 white king \| c6 black king · c2 white rook · e1 white king \| 7 \| \| 6 \| c6 black king · c2 white rook · e1 white king \| c6 black king · c2 white rook · e1 white king \| c6 black king · c2 white rook · e1 white king \| c6 black king · c2 white rook · e1 white king \| c6 black king · c2 white rook · e1 white king \| c6 black king · c2 white rook · e1 white king \| c6 black king · c2 white rook · e1 white king \| c6 black king · c2 white rook · e1 white king \| 6 \| \| 5 \| c6 black king · c2 white rook · e1 white king \| c6 black king · c2 white rook · e1 white king \| c6 black king · c2 white rook · e1 white king \| c6 black king · c2 white rook · e1 white king \| c6 black king · c2 white rook · e1 white king \| c6 black king · c2 white rook · e1 white king \| c6 black king · c2 white rook · e1 white king \| c6 black king · c2 white rook · e1 white king \| 5 \| \| 4 \| c6 black king · c2 white rook · e1 white king \| c6 black king · c2 white rook · e1 white king \| c6 black king · c2 white rook · e1 white king \| c6 black king · c2 white rook · e1 white king \| c6 black king · c2 white rook · e1 white king \| c6 black king · c2 white rook · e1 white king \| c6 black king · c2 white rook · e1 white king \| c6 black king · c2 white rook · e1 white king \| 4 \| \| 3 \| c6 black king · c2 white rook · e1 white king \| c6 black king · c2 white rook · e1 white king \| c6 black king · c2 white rook · e1 white king \| c6 black king · c2 white rook · e1 white king \| c6 black king · c2 white rook · e1 white king \| c6 black king · c2 white rook · e1 white king \| c6 black king · c2 white rook · e1 white king \| c6 black king · c2 white rook · e1 white king \| 3 \| \| 2 \| c6 black king · c2 white rook · e1 white king \| c6 black king · c2 white rook · e1 white king \| c6 black king · c2 white rook · e1 white king \| c6 black king · c2 white rook · e1 white king \| c6 black king · c2 white rook · e1 white king \| c6 black king · c2 white rook · e1 white king \| c6 black king · c2 white rook · e1 white king \| c6 black king · c2 white rook · e1 white king \| 2 \| \| 1 \| c6 black king · c2 white rook · e1 white king \| c6 black king · c2 white rook · e1 white king \| c6 black king · c2 white rook · e1 white king \| c6 black king · c2 white rook · e1 white king \| c6 black king · c2 white rook · e1 white king \| c6 black king · c2 white rook · e1 white king \| c6 black king · c2 white rook · e1 white king \| c6 black king · c2 white rook · e1 white king \| 1 \| \| \| a \| b \| c \| d \| e \| f \| g \| h \| \|Trắng Xe c2 "chiếu". |                                               |                                               |                                               |                                               |                                               |                                               |                                               |                                               |   |
| | a                                             | b                                             | c                                             | d                                             | e                                             | f                                             | g                                             | h                                             |   |
| 8 | c6 black king · c2 white rook · e1 white king | c6 black king · c2 white rook · e1 white king | c6 black king · c2 white rook · e1 white king | c6 black king · c2 white rook · e1 white king | c6 black king · c2 white rook · e1 white king | c6 black king · c2 white rook · e1 white king | c6 black king · c2 white rook · e1 white king | c6 black king · c2 white rook · e1 white king | 8 |
| 7 | c6 black king · c2 white rook · e1 white king | c6 black king · c2 white rook · e1 white king | c6 black king · c2 white rook · e1 white king | c6 black king · c2 white rook · e1 white king | c6 black king · c2 white rook · e1 white king | c6 black king · c2 white rook · e1 white king | c6 black king · c2 white rook · e1 white king | c6 black king · c2 white rook · e1 white king | 7 |
| 6 | c6 black king · c2 white rook · e1 white king | c6 black king · c2 white rook · e1 white king | c6 black king · c2 white rook · e1 white king | c6 black king · c2 white rook · e1 white king | c6 black king · c2 white rook · e1 white king | c6 black king · c2 white rook · e1 white king | c6 black king · c2 white rook · e1 white king | c6 black king · c2 white rook · e1 white king | 6 |
| 5 | c6 black king · c2 white rook · e1 white king | c6 black king · c2 white rook · e1 white king | c6 black king · c2 white rook · e1 white king | c6 black king · c2 white rook · e1 white king | c6 black king · c2 white rook · e1 white king | c6 black king · c2 white rook · e1 white king | c6 black king · c2 white rook · e1 white king | c6 black king · c2 white rook · e1 white king | 5 |
| 4 | c6 black king · c2 white rook · e1 white king | c6 black king · c2 white rook · e1 white king | c6 black king · c2 white rook · e1 white king | c6 black king · c2 white rook · e1 white king | c6 black king · c2 white rook · e1 white king | c6 black king · c2 white rook · e1 white king | c6 black king · c2 white rook · e1 white king | c6 black king · c2 white rook · e1 white king | 4 |
| 3 | c6 black king · c2 white rook · e1 white king | c6 black king · c2 white rook · e1 white king | c6 black king · c2 white rook · e1 white king | c6 black king · c2 white rook · e1 white king | c6 black king · c2 white rook · e1 white king | c6 black king · c2 white rook · e1 white king | c6 black king · c2 white rook · e1 white king | c6 black king · c2 white rook · e1 white king | 3 |
| 2 | c6 black king · c2 white rook · e1 white king | c6 black king · c2 white rook · e1 white king | c6 black king · c2 white rook · e1 white king | c6 black king · c2 white rook · e1 white king | c6 black king · c2 white rook · e1 white king | c6 black king · c2 white rook · e1 white king | c6 black king · c2 white rook · e1 white king | c6 black king · c2 white rook · e1 white king | 2 |
| 1 | c6 black king · c2 white rook · e1 white king | c6 black king · c2 white rook · e1 white king | c6 black king · c2 white rook · e1 white king | c6 black king · c2 white rook · e1 white king | c6 black king · c2 white rook · e1 white king | c6 black king · c2 white rook · e1 white king | c6 black king · c2 white rook · e1 white king | c6 black king · c2 white rook · e1 white king | 1 |
| | a                                             | b                                             | c                                             | d                                             | e                                             | f                                             | g                                             | h                                             |   |

### Chiếu đôi
Hai quân bất kỳ đang cùng thực hiện nước chiếu Vua đối phương được gọi là "chiếu đôi" hay "lưỡng chiếu".
Ví dụ:
| Xe Mã lưỡng chiếu \| \| a \| b \| c \| d \| e \| f \| g \| h \| \| \| 8 \| d7 black king · f7 white king · c5 white knight · d2 white rook \| d7 black king · f7 white king · c5 white knight · d2 white rook \| d7 black king · f7 white king · c5 white knight · d2 white rook \| d7 black king · f7 white king · c5 white knight · d2 white rook \| d7 black king · f7 white king · c5 white knight · d2 white rook \| d7 black king · f7 white king · c5 white knight · d2 white rook \| d7 black king · f7 white king · c5 white knight · d2 white rook \| d7 black king · f7 white king · c5 white knight · d2 white rook \| 8 \| \| 7 \| d7 black king · f7 white king · c5 white knight · d2 white rook \| d7 black king · f7 white king · c5 white knight · d2 white rook \| d7 black king · f7 white king · c5 white knight · d2 white rook \| d7 black king · f7 white king · c5 white knight · d2 white rook \| d7 black king · f7 white king · c5 white knight · d2 white rook \| d7 black king · f7 white king · c5 white knight · d2 white rook \| d7 black king · f7 white king · c5 white knight · d2 white rook \| d7 black king · f7 white king · c5 white knight · d2 white rook \| 7 \| \| 6 \| d7 black king · f7 white king · c5 white knight · d2 white rook \| d7 black king · f7 white king · c5 white knight · d2 white rook \| d7 black king · f7 white king · c5 white knight · d2 white rook \| d7 black king · f7 white king · c5 white knight · d2 white rook \| d7 black king · f7 white king · c5 white knight · d2 white rook \| d7 black king · f7 white king · c5 white knight · d2 white rook \| d7 black king · f7 white king · c5 white knight · d2 white rook \| d7 black king · f7 white king · c5 white knight · d2 white rook \| 6 \| \| 5 \| d7 black king · f7 white king · c5 white knight · d2 white rook \| d7 black king · f7 white king · c5 white knight · d2 white rook \| d7 black king · f7 white king · c5 white knight · d2 white rook \| d7 black king · f7 white king · c5 white knight · d2 white rook \| d7 black king · f7 white king · c5 white knight · d2 white rook \| d7 black king · f7 white king · c5 white knight · d2 white rook \| d7 black king · f7 white king · c5 white knight · d2 white rook \| d7 black king · f7 white king · c5 white knight · d2 white rook \| 5 \| \| 4 \| d7 black king · f7 white king · c5 white knight · d2 white rook \| d7 black king · f7 white king · c5 white knight · d2 white rook \| d7 black king · f7 white king · c5 white knight · d2 white rook \| d7 black king · f7 white king · c5 white knight · d2 white rook \| d7 black king · f7 white king · c5 white knight · d2 white rook \| d7 black king · f7 white king · c5 white knight · d2 white rook \| d7 black king · f7 white king · c5 white knight · d2 white rook \| d7 black king · f7 white king · c5 white knight · d2 white rook \| 4 \| \| 3 \| d7 black king · f7 white king · c5 white knight · d2 white rook \| d7 black king · f7 white king · c5 white knight · d2 white rook \| d7 black king · f7 white king · c5 white knight · d2 white rook \| d7 black king · f7 white king · c5 white knight · d2 white rook \| d7 black king · f7 white king · c5 white knight · d2 white rook \| d7 black king · f7 white king · c5 white knight · d2 white rook \| d7 black king · f7 white king · c5 white knight · d2 white rook \| d7 black king · f7 white king · c5 white knight · d2 white rook \| 3 \| \| 2 \| d7 black king · f7 white king · c5 white knight · d2 white rook \| d7 black king · f7 white king · c5 white knight · d2 white rook \| d7 black king · f7 white king · c5 white knight · d2 white rook \| d7 black king · f7 white king · c5 white knight · d2 white rook \| d7 black king · f7 white king · c5 white knight · d2 white rook \| d7 black king · f7 white king · c5 white knight · d2 white rook \| d7 black king · f7 white king · c5 white knight · d2 white rook \| d7 black king · f7 white king · c5 white knight · d2 white rook \| 2 \| \| 1 \| d7 black king · f7 white king · c5 white knight · d2 white rook \| d7 black king · f7 white king · c5 white knight · d2 white rook \| d7 black king · f7 white king · c5 white knight · d2 white rook \| d7 black king · f7 white king · c5 white knight · d2 white rook \| d7 black king · f7 white king · c5 white knight · d2 white rook \| d7 black king · f7 white king · c5 white knight · d2 white rook \| d7 black king · f7 white king · c5 white knight · d2 white rook \| d7 black king · f7 white king · c5 white knight · d2 white rook \| 1 \| \| \| a \| b \| c \| d \| e \| f \| g \| h \| \|Mã trắng c và Xe trắng d cùng chiếu Vua đen. |                                                                 |                                                                 |                                                                 |                                                                 |                                                                 |                                                                 |                                                                 |                                                                 |   |
| | a                                                               | b                                                               | c                                                               | d                                                               | e                                                               | f                                                               | g                                                               | h                                                               |   |
| 8 | d7 black king · f7 white king · c5 white knight · d2 white rook | d7 black king · f7 white king · c5 white knight · d2 white rook | d7 black king · f7 white king · c5 white knight · d2 white rook | d7 black king · f7 white king · c5 white knight · d2 white rook | d7 black king · f7 white king · c5 white knight · d2 white rook | d7 black king · f7 white king · c5 white knight · d2 white rook | d7 black king · f7 white king · c5 white knight · d2 white rook | d7 black king · f7 white king · c5 white knight · d2 white rook | 8 |
| 7 | d7 black king · f7 white king · c5 white knight · d2 white rook | d7 black king · f7 white king · c5 white knight · d2 white rook | d7 black king · f7 white king · c5 white knight · d2 white rook | d7 black king · f7 white king · c5 white knight · d2 white rook | d7 black king · f7 white king · c5 white knight · d2 white rook | d7 black king · f7 white king · c5 white knight · d2 white rook | d7 black king · f7 white king · c5 white knight · d2 white rook | d7 black king · f7 white king · c5 white knight · d2 white rook | 7 |
| 6 | d7 black king · f7 white king · c5 white knight · d2 white rook | d7 black king · f7 white king · c5 white knight · d2 white rook | d7 black king · f7 white king · c5 white knight · d2 white rook | d7 black king · f7 white king · c5 white knight · d2 white rook | d7 black king · f7 white king · c5 white knight · d2 white rook | d7 black king · f7 white king · c5 white knight · d2 white rook | d7 black king · f7 white king · c5 white knight · d2 white rook | d7 black king · f7 white king · c5 white knight · d2 white rook | 6 |
| 5 | d7 black king · f7 white king · c5 white knight · d2 white rook | d7 black king · f7 white king · c5 white knight · d2 white rook | d7 black king · f7 white king · c5 white knight · d2 white rook | d7 black king · f7 white king · c5 white knight · d2 white rook | d7 black king · f7 white king · c5 white knight · d2 white rook | d7 black king · f7 white king · c5 white knight · d2 white rook | d7 black king · f7 white king · c5 white knight · d2 white rook | d7 black king · f7 white king · c5 white knight · d2 white rook | 5 |
| 4 | d7 black king · f7 white king · c5 white knight · d2 white rook | d7 black king · f7 white king · c5 white knight · d2 white rook | d7 black king · f7 white king · c5 white knight · d2 white rook | d7 black king · f7 white king · c5 white knight · d2 white rook | d7 black king · f7 white king · c5 white knight · d2 white rook | d7 black king · f7 white king · c5 white knight · d2 white rook | d7 black king · f7 white king · c5 white knight · d2 white rook | d7 black king · f7 white king · c5 white knight · d2 white rook | 4 |
| 3 | d7 black king · f7 white king · c5 white knight · d2 white rook | d7 black king · f7 white king · c5 white knight · d2 white rook | d7 black king · f7 white king · c5 white knight · d2 white rook | d7 black king · f7 white king · c5 white knight · d2 white rook | d7 black king · f7 white king · c5 white knight · d2 white rook | d7 black king · f7 white king · c5 white knight · d2 white rook | d7 black king · f7 white king · c5 white knight · d2 white rook | d7 black king · f7 white king · c5 white knight · d2 white rook | 3 |
| 2 | d7 black king · f7 white king · c5 white knight · d2 white rook | d7 black king · f7 white king · c5 white knight · d2 white rook | d7 black king · f7 white king · c5 white knight · d2 white rook | d7 black king · f7 white king · c5 white knight · d2 white rook | d7 black king · f7 white king · c5 white knight · d2 white rook | d7 black king · f7 white king · c5 white knight · d2 white rook | d7 black king · f7 white king · c5 white knight · d2 white rook | d7 black king · f7 white king · c5 white knight · d2 white rook | 2 |
| 1 | d7 black king · f7 white king · c5 white knight · d2 white rook | d7 black king · f7 white king · c5 white knight · d2 white rook | d7 black king · f7 white king · c5 white knight · d2 white rook | d7 black king · f7 white king · c5 white knight · d2 white rook | d7 black king · f7 white king · c5 white knight · d2 white rook | d7 black king · f7 white king · c5 white knight · d2 white rook | d7 black king · f7 white king · c5 white knight · d2 white rook | d7 black king · f7 white king · c5 white knight · d2 white rook | 1 |
| | a                                                               | b                                                               | c                                                               | d                                                               | e                                                               | f                                                               | g                                                               | h                                                               |   |

### Chiếu hết
Quân Vua đang bị một quân bất kỳ của đối phương chiếu nhưng không thể làm cách nào để hóa giải nước chiếu đó. Nước chiếu đó được gọi là nước "chiếu hết".
Ví dụ:
| \| \| a \| b \| c \| d \| e \| f \| g \| h \| \| \| 8 \| h8 black king · g6 white rook · h5 white rook · a2 white king \| h8 black king · g6 white rook · h5 white rook · a2 white king \| h8 black king · g6 white rook · h5 white rook · a2 white king \| h8 black king · g6 white rook · h5 white rook · a2 white king \| h8 black king · g6 white rook · h5 white rook · a2 white king \| h8 black king · g6 white rook · h5 white rook · a2 white king \| h8 black king · g6 white rook · h5 white rook · a2 white king \| h8 black king · g6 white rook · h5 white rook · a2 white king \| 8 \| \| 7 \| h8 black king · g6 white rook · h5 white rook · a2 white king \| h8 black king · g6 white rook · h5 white rook · a2 white king \| h8 black king · g6 white rook · h5 white rook · a2 white king \| h8 black king · g6 white rook · h5 white rook · a2 white king \| h8 black king · g6 white rook · h5 white rook · a2 white king \| h8 black king · g6 white rook · h5 white rook · a2 white king \| h8 black king · g6 white rook · h5 white rook · a2 white king \| h8 black king · g6 white rook · h5 white rook · a2 white king \| 7 \| \| 6 \| h8 black king · g6 white rook · h5 white rook · a2 white king \| h8 black king · g6 white rook · h5 white rook · a2 white king \| h8 black king · g6 white rook · h5 white rook · a2 white king \| h8 black king · g6 white rook · h5 white rook · a2 white king \| h8 black king · g6 white rook · h5 white rook · a2 white king \| h8 black king · g6 white rook · h5 white rook · a2 white king \| h8 black king · g6 white rook · h5 white rook · a2 white king \| h8 black king · g6 white rook · h5 white rook · a2 white king \| 6 \| \| 5 \| h8 black king · g6 white rook · h5 white rook · a2 white king \| h8 black king · g6 white rook · h5 white rook · a2 white king \| h8 black king · g6 white rook · h5 white rook · a2 white king \| h8 black king · g6 white rook · h5 white rook · a2 white king \| h8 black king · g6 white rook · h5 white rook · a2 white king \| h8 black king · g6 white rook · h5 white rook · a2 white king \| h8 black king · g6 white rook · h5 white rook · a2 white king \| h8 black king · g6 white rook · h5 white rook · a2 white king \| 5 \| \| 4 \| h8 black king · g6 white rook · h5 white rook · a2 white king \| h8 black king · g6 white rook · h5 white rook · a2 white king \| h8 black king · g6 white rook · h5 white rook · a2 white king \| h8 black king · g6 white rook · h5 white rook · a2 white king \| h8 black king · g6 white rook · h5 white rook · a2 white king \| h8 black king · g6 white rook · h5 white rook · a2 white king \| h8 black king · g6 white rook · h5 white rook · a2 white king \| h8 black king · g6 white rook · h5 white rook · a2 white king \| 4 \| \| 3 \| h8 black king · g6 white rook · h5 white rook · a2 white king \| h8 black king · g6 white rook · h5 white rook · a2 white king \| h8 black king · g6 white rook · h5 white rook · a2 white king \| h8 black king · g6 white rook · h5 white rook · a2 white king \| h8 black king · g6 white rook · h5 white rook · a2 white king \| h8 black king · g6 white rook · h5 white rook · a2 white king \| h8 black king · g6 white rook · h5 white rook · a2 white king \| h8 black king · g6 white rook · h5 white rook · a2 white king \| 3 \| \| 2 \| h8 black king · g6 white rook · h5 white rook · a2 white king \| h8 black king · g6 white rook · h5 white rook · a2 white king \| h8 black king · g6 white rook · h5 white rook · a2 white king \| h8 black king · g6 white rook · h5 white rook · a2 white king \| h8 black king · g6 white rook · h5 white rook · a2 white king \| h8 black king · g6 white rook · h5 white rook · a2 white king \| h8 black king · g6 white rook · h5 white rook · a2 white king \| h8 black king · g6 white rook · h5 white rook · a2 white king \| 2 \| \| 1 \| h8 black king · g6 white rook · h5 white rook · a2 white king \| h8 black king · g6 white rook · h5 white rook · a2 white king \| h8 black king · g6 white rook · h5 white rook · a2 white king \| h8 black king · g6 white rook · h5 white rook · a2 white king \| h8 black king · g6 white rook · h5 white rook · a2 white king \| h8 black king · g6 white rook · h5 white rook · a2 white king \| h8 black king · g6 white rook · h5 white rook · a2 white king \| h8 black king · g6 white rook · h5 white rook · a2 white king \| 1 \| \| \| a \| b \| c \| d \| e \| f \| g \| h \| \|Trắng Xe h5 "chiếu hết". |                                                               |                                                               |                                                               |                                                               |                                                               |                                                               |                                                               |                                                               |   |
| | a                                                             | b                                                             | c                                                             | d                                                             | e                                                             | f                                                             | g                                                             | h                                                             |   |
| 8 | h8 black king · g6 white rook · h5 white rook · a2 white king | h8 black king · g6 white rook · h5 white rook · a2 white king | h8 black king · g6 white rook · h5 white rook · a2 white king | h8 black king · g6 white rook · h5 white rook · a2 white king | h8 black king · g6 white rook · h5 white rook · a2 white king | h8 black king · g6 white rook · h5 white rook · a2 white king | h8 black king · g6 white rook · h5 white rook · a2 white king | h8 black king · g6 white rook · h5 white rook · a2 white king | 8 |
| 7 | h8 black king · g6 white rook · h5 white rook · a2 white king | h8 black king · g6 white rook · h5 white rook · a2 white king | h8 black king · g6 white rook · h5 white rook · a2 white king | h8 black king · g6 white rook · h5 white rook · a2 white king | h8 black king · g6 white rook · h5 white rook · a2 white king | h8 black king · g6 white rook · h5 white rook · a2 white king | h8 black king · g6 white rook · h5 white rook · a2 white king | h8 black king · g6 white rook · h5 white rook · a2 white king | 7 |
| 6 | h8 black king · g6 white rook · h5 white rook · a2 white king | h8 black king · g6 white rook · h5 white rook · a2 white king | h8 black king · g6 white rook · h5 white rook · a2 white king | h8 black king · g6 white rook · h5 white rook · a2 white king | h8 black king · g6 white rook · h5 white rook · a2 white king | h8 black king · g6 white rook · h5 white rook · a2 white king | h8 black king · g6 white rook · h5 white rook · a2 white king | h8 black king · g6 white rook · h5 white rook · a2 white king | 6 |
| 5 | h8 black king · g6 white rook · h5 white rook · a2 white king | h8 black king · g6 white rook · h5 white rook · a2 white king | h8 black king · g6 white rook · h5 white rook · a2 white king | h8 black king · g6 white rook · h5 white rook · a2 white king | h8 black king · g6 white rook · h5 white rook · a2 white king | h8 black king · g6 white rook · h5 white rook · a2 white king | h8 black king · g6 white rook · h5 white rook · a2 white king | h8 black king · g6 white rook · h5 white rook · a2 white king | 5 |
| 4 | h8 black king · g6 white rook · h5 white rook · a2 white king | h8 black king · g6 white rook · h5 white rook · a2 white king | h8 black king · g6 white rook · h5 white rook · a2 white king | h8 black king · g6 white rook · h5 white rook · a2 white king | h8 black king · g6 white rook · h5 white rook · a2 white king | h8 black king · g6 white rook · h5 white rook · a2 white king | h8 black king · g6 white rook · h5 white rook · a2 white king | h8 black king · g6 white rook · h5 white rook · a2 white king | 4 |
| 3 | h8 black king · g6 white rook · h5 white rook · a2 white king | h8 black king · g6 white rook · h5 white rook · a2 white king | h8 black king · g6 white rook · h5 white rook · a2 white king | h8 black king · g6 white rook · h5 white rook · a2 white king | h8 black king · g6 white rook · h5 white rook · a2 white king | h8 black king · g6 white rook · h5 white rook · a2 white king | h8 black king · g6 white rook · h5 white rook · a2 white king | h8 black king · g6 white rook · h5 white rook · a2 white king | 3 |
| 2 | h8 black king · g6 white rook · h5 white rook · a2 white king | h8 black king · g6 white rook · h5 white rook · a2 white king | h8 black king · g6 white rook · h5 white rook · a2 white king | h8 black king · g6 white rook · h5 white rook · a2 white king | h8 black king · g6 white rook · h5 white rook · a2 white king | h8 black king · g6 white rook · h5 white rook · a2 white king | h8 black king · g6 white rook · h5 white rook · a2 white king | h8 black king · g6 white rook · h5 white rook · a2 white king | 2 |
| 1 | h8 black king · g6 white rook · h5 white rook · a2 white king | h8 black king · g6 white rook · h5 white rook · a2 white king | h8 black king · g6 white rook · h5 white rook · a2 white king | h8 black king · g6 white rook · h5 white rook · a2 white king | h8 black king · g6 white rook · h5 white rook · a2 white king | h8 black king · g6 white rook · h5 white rook · a2 white king | h8 black king · g6 white rook · h5 white rook · a2 white king | h8 black king · g6 white rook · h5 white rook · a2 white king | 1 |
| | a                                                             | b                                                             | c                                                             | d                                                             | e                                                             | f                                                             | g                                                             | h                                                             |   |

### Chiếu bắt quân
Chiếu bắt quân là việc một quân bất kỳ đang vừa chiếu Vua đối phương và cũng vừa bắt một quân khác của đối phương (chủ yếu là quân Mã hoặc Tượng).
Ví dụ:
| \| \| a \| b \| c \| d \| e \| f \| g \| h \| \| \| 8 \| d6 black king · e4 white knight · g3 black queen · a2 white king \| d6 black king · e4 white knight · g3 black queen · a2 white king \| d6 black king · e4 white knight · g3 black queen · a2 white king \| d6 black king · e4 white knight · g3 black queen · a2 white king \| d6 black king · e4 white knight · g3 black queen · a2 white king \| d6 black king · e4 white knight · g3 black queen · a2 white king \| d6 black king · e4 white knight · g3 black queen · a2 white king \| d6 black king · e4 white knight · g3 black queen · a2 white king \| 8 \| \| 7 \| d6 black king · e4 white knight · g3 black queen · a2 white king \| d6 black king · e4 white knight · g3 black queen · a2 white king \| d6 black king · e4 white knight · g3 black queen · a2 white king \| d6 black king · e4 white knight · g3 black queen · a2 white king \| d6 black king · e4 white knight · g3 black queen · a2 white king \| d6 black king · e4 white knight · g3 black queen · a2 white king \| d6 black king · e4 white knight · g3 black queen · a2 white king \| d6 black king · e4 white knight · g3 black queen · a2 white king \| 7 \| \| 6 \| d6 black king · e4 white knight · g3 black queen · a2 white king \| d6 black king · e4 white knight · g3 black queen · a2 white king \| d6 black king · e4 white knight · g3 black queen · a2 white king \| d6 black king · e4 white knight · g3 black queen · a2 white king \| d6 black king · e4 white knight · g3 black queen · a2 white king \| d6 black king · e4 white knight · g3 black queen · a2 white king \| d6 black king · e4 white knight · g3 black queen · a2 white king \| d6 black king · e4 white knight · g3 black queen · a2 white king \| 6 \| \| 5 \| d6 black king · e4 white knight · g3 black queen · a2 white king \| d6 black king · e4 white knight · g3 black queen · a2 white king \| d6 black king · e4 white knight · g3 black queen · a2 white king \| d6 black king · e4 white knight · g3 black queen · a2 white king \| d6 black king · e4 white knight · g3 black queen · a2 white king \| d6 black king · e4 white knight · g3 black queen · a2 white king \| d6 black king · e4 white knight · g3 black queen · a2 white king \| d6 black king · e4 white knight · g3 black queen · a2 white king \| 5 \| \| 4 \| d6 black king · e4 white knight · g3 black queen · a2 white king \| d6 black king · e4 white knight · g3 black queen · a2 white king \| d6 black king · e4 white knight · g3 black queen · a2 white king \| d6 black king · e4 white knight · g3 black queen · a2 white king \| d6 black king · e4 white knight · g3 black queen · a2 white king \| d6 black king · e4 white knight · g3 black queen · a2 white king \| d6 black king · e4 white knight · g3 black queen · a2 white king \| d6 black king · e4 white knight · g3 black queen · a2 white king \| 4 \| \| 3 \| d6 black king · e4 white knight · g3 black queen · a2 white king \| d6 black king · e4 white knight · g3 black queen · a2 white king \| d6 black king · e4 white knight · g3 black queen · a2 white king \| d6 black king · e4 white knight · g3 black queen · a2 white king \| d6 black king · e4 white knight · g3 black queen · a2 white king \| d6 black king · e4 white knight · g3 black queen · a2 white king \| d6 black king · e4 white knight · g3 black queen · a2 white king \| d6 black king · e4 white knight · g3 black queen · a2 white king \| 3 \| \| 2 \| d6 black king · e4 white knight · g3 black queen · a2 white king \| d6 black king · e4 white knight · g3 black queen · a2 white king \| d6 black king · e4 white knight · g3 black queen · a2 white king \| d6 black king · e4 white knight · g3 black queen · a2 white king \| d6 black king · e4 white knight · g3 black queen · a2 white king \| d6 black king · e4 white knight · g3 black queen · a2 white king \| d6 black king · e4 white knight · g3 black queen · a2 white king \| d6 black king · e4 white knight · g3 black queen · a2 white king \| 2 \| \| 1 \| d6 black king · e4 white knight · g3 black queen · a2 white king \| d6 black king · e4 white knight · g3 black queen · a2 white king \| d6 black king · e4 white knight · g3 black queen · a2 white king \| d6 black king · e4 white knight · g3 black queen · a2 white king \| d6 black king · e4 white knight · g3 black queen · a2 white king \| d6 black king · e4 white knight · g3 black queen · a2 white king \| d6 black king · e4 white knight · g3 black queen · a2 white king \| d6 black king · e4 white knight · g3 black queen · a2 white king \| 1 \| \| \| a \| b \| c \| d \| e \| f \| g \| h \| \|Trắng Mã c đi e4 chiếu Vua đen ở cột d và bắt Hậu đen ở cột g. |                                                                  |                                                                  |                                                                  |                                                                  |                                                                  |                                                                  |                                                                  |                                                                  |   |
| | a                                                                | b                                                                | c                                                                | d                                                                | e                                                                | f                                                                | g                                                                | h                                                                |   |
| 8 | d6 black king · e4 white knight · g3 black queen · a2 white king | d6 black king · e4 white knight · g3 black queen · a2 white king | d6 black king · e4 white knight · g3 black queen · a2 white king | d6 black king · e4 white knight · g3 black queen · a2 white king | d6 black king · e4 white knight · g3 black queen · a2 white king | d6 black king · e4 white knight · g3 black queen · a2 white king | d6 black king · e4 white knight · g3 black queen · a2 white king | d6 black king · e4 white knight · g3 black queen · a2 white king | 8 |
| 7 | d6 black king · e4 white knight · g3 black queen · a2 white king | d6 black king · e4 white knight · g3 black queen · a2 white king | d6 black king · e4 white knight · g3 black queen · a2 white king | d6 black king · e4 white knight · g3 black queen · a2 white king | d6 black king · e4 white knight · g3 black queen · a2 white king | d6 black king · e4 white knight · g3 black queen · a2 white king | d6 black king · e4 white knight · g3 black queen · a2 white king | d6 black king · e4 white knight · g3 black queen · a2 white king | 7 |
| 6 | d6 black king · e4 white knight · g3 black queen · a2 white king | d6 black king · e4 white knight · g3 black queen · a2 white king | d6 black king · e4 white knight · g3 black queen · a2 white king | d6 black king · e4 white knight · g3 black queen · a2 white king | d6 black king · e4 white knight · g3 black queen · a2 white king | d6 black king · e4 white knight · g3 black queen · a2 white king | d6 black king · e4 white knight · g3 black queen · a2 white king | d6 black king · e4 white knight · g3 black queen · a2 white king | 6 |
| 5 | d6 black king · e4 white knight · g3 black queen · a2 white king | d6 black king · e4 white knight · g3 black queen · a2 white king | d6 black king · e4 white knight · g3 black queen · a2 white king | d6 black king · e4 white knight · g3 black queen · a2 white king | d6 black king · e4 white knight · g3 black queen · a2 white king | d6 black king · e4 white knight · g3 black queen · a2 white king | d6 black king · e4 white knight · g3 black queen · a2 white king | d6 black king · e4 white knight · g3 black queen · a2 white king | 5 |
| 4 | d6 black king · e4 white knight · g3 black queen · a2 white king | d6 black king · e4 white knight · g3 black queen · a2 white king | d6 black king · e4 white knight · g3 black queen · a2 white king | d6 black king · e4 white knight · g3 black queen · a2 white king | d6 black king · e4 white knight · g3 black queen · a2 white king | d6 black king · e4 white knight · g3 black queen · a2 white king | d6 black king · e4 white knight · g3 black queen · a2 white king | d6 black king · e4 white knight · g3 black queen · a2 white king | 4 |
| 3 | d6 black king · e4 white knight · g3 black queen · a2 white king | d6 black king · e4 white knight · g3 black queen · a2 white king | d6 black king · e4 white knight · g3 black queen · a2 white king | d6 black king · e4 white knight · g3 black queen · a2 white king | d6 black king · e4 white knight · g3 black queen · a2 white king | d6 black king · e4 white knight · g3 black queen · a2 white king | d6 black king · e4 white knight · g3 black queen · a2 white king | d6 black king · e4 white knight · g3 black queen · a2 white king | 3 |
| 2 | d6 black king · e4 white knight · g3 black queen · a2 white king | d6 black king · e4 white knight · g3 black queen · a2 white king | d6 black king · e4 white knight · g3 black queen · a2 white king | d6 black king · e4 white knight · g3 black queen · a2 white king | d6 black king · e4 white knight · g3 black queen · a2 white king | d6 black king · e4 white knight · g3 black queen · a2 white king | d6 black king · e4 white knight · g3 black queen · a2 white king | d6 black king · e4 white knight · g3 black queen · a2 white king | 2 |
| 1 | d6 black king · e4 white knight · g3 black queen · a2 white king | d6 black king · e4 white knight · g3 black queen · a2 white king | d6 black king · e4 white knight · g3 black queen · a2 white king | d6 black king · e4 white knight · g3 black queen · a2 white king | d6 black king · e4 white knight · g3 black queen · a2 white king | d6 black king · e4 white knight · g3 black queen · a2 white king | d6 black king · e4 white knight · g3 black queen · a2 white king | d6 black king · e4 white knight · g3 black queen · a2 white king | 1 |
| | a                                                                | b                                                                | c                                                                | d                                                                | e                                                                | f                                                                | g                                                                | h                                                                |   |

#### Chiếu mở
Là một dạng chiếu bắt quân, di chuyển một quân cờ chiếu Vua đối phương đồng thời mở đường cho một quân khác bắt một quân khác của đối phương hoặc ngược lại, được gọi là "chiếu mở" hoặc "chiếu rút".
Các ví dụ:
|   | a                                                                                | b                                                                                | c                                                                                | d                                                                                | e                                                                                | f                                                                                | g                                                                                | h                                                                                |   |
| 8 | c7 black queen · f7 black king · d6 white pawn · a2 white bishop · b1 white king | c7 black queen · f7 black king · d6 white pawn · a2 white bishop · b1 white king | c7 black queen · f7 black king · d6 white pawn · a2 white bishop · b1 white king | c7 black queen · f7 black king · d6 white pawn · a2 white bishop · b1 white king | c7 black queen · f7 black king · d6 white pawn · a2 white bishop · b1 white king | c7 black queen · f7 black king · d6 white pawn · a2 white bishop · b1 white king | c7 black queen · f7 black king · d6 white pawn · a2 white bishop · b1 white king | c7 black queen · f7 black king · d6 white pawn · a2 white bishop · b1 white king | 8 |
| 7 | c7 black queen · f7 black king · d6 white pawn · a2 white bishop · b1 white king | c7 black queen · f7 black king · d6 white pawn · a2 white bishop · b1 white king | c7 black queen · f7 black king · d6 white pawn · a2 white bishop · b1 white king | c7 black queen · f7 black king · d6 white pawn · a2 white bishop · b1 white king | c7 black queen · f7 black king · d6 white pawn · a2 white bishop · b1 white king | c7 black queen · f7 black king · d6 white pawn · a2 white bishop · b1 white king | c7 black queen · f7 black king · d6 white pawn · a2 white bishop · b1 white king | c7 black queen · f7 black king · d6 white pawn · a2 white bishop · b1 white king | 7 |
| 6 | c7 black queen · f7 black king · d6 white pawn · a2 white bishop · b1 white king | c7 black queen · f7 black king · d6 white pawn · a2 white bishop · b1 white king | c7 black queen · f7 black king · d6 white pawn · a2 white bishop · b1 white king | c7 black queen · f7 black king · d6 white pawn · a2 white bishop · b1 white king | c7 black queen · f7 black king · d6 white pawn · a2 white bishop · b1 white king | c7 black queen · f7 black king · d6 white pawn · a2 white bishop · b1 white king | c7 black queen · f7 black king · d6 white pawn · a2 white bishop · b1 white king | c7 black queen · f7 black king · d6 white pawn · a2 white bishop · b1 white king | 6 |
| 5 | c7 black queen · f7 black king · d6 white pawn · a2 white bishop · b1 white king | c7 black queen · f7 black king · d6 white pawn · a2 white bishop · b1 white king | c7 black queen · f7 black king · d6 white pawn · a2 white bishop · b1 white king | c7 black queen · f7 black king · d6 white pawn · a2 white bishop · b1 white king | c7 black queen · f7 black king · d6 white pawn · a2 white bishop · b1 white king | c7 black queen · f7 black king · d6 white pawn · a2 white bishop · b1 white king | c7 black queen · f7 black king · d6 white pawn · a2 white bishop · b1 white king | c7 black queen · f7 black king · d6 white pawn · a2 white bishop · b1 white king | 5 |
| 4 | c7 black queen · f7 black king · d6 white pawn · a2 white bishop · b1 white king | c7 black queen · f7 black king · d6 white pawn · a2 white bishop · b1 white king | c7 black queen · f7 black king · d6 white pawn · a2 white bishop · b1 white king | c7 black queen · f7 black king · d6 white pawn · a2 white bishop · b1 white king | c7 black queen · f7 black king · d6 white pawn · a2 white bishop · b1 white king | c7 black queen · f7 black king · d6 white pawn · a2 white bishop · b1 white king | c7 black queen · f7 black king · d6 white pawn · a2 white bishop · b1 white king | c7 black queen · f7 black king · d6 white pawn · a2 white bishop · b1 white king | 4 |
| 3 | c7 black queen · f7 black king · d6 white pawn · a2 white bishop · b1 white king | c7 black queen · f7 black king · d6 white pawn · a2 white bishop · b1 white king | c7 black queen · f7 black king · d6 white pawn · a2 white bishop · b1 white king | c7 black queen · f7 black king · d6 white pawn · a2 white bishop · b1 white king | c7 black queen · f7 black king · d6 white pawn · a2 white bishop · b1 white king | c7 black queen · f7 black king · d6 white pawn · a2 white bishop · b1 white king | c7 black queen · f7 black king · d6 white pawn · a2 white bishop · b1 white king | c7 black queen · f7 black king · d6 white pawn · a2 white bishop · b1 white king | 3 |
| 2 | c7 black queen · f7 black king · d6 white pawn · a2 white bishop · b1 white king | c7 black queen · f7 black king · d6 white pawn · a2 white bishop · b1 white king | c7 black queen · f7 black king · d6 white pawn · a2 white bishop · b1 white king | c7 black queen · f7 black king · d6 white pawn · a2 white bishop · b1 white king | c7 black queen · f7 black king · d6 white pawn · a2 white bishop · b1 white king | c7 black queen · f7 black king · d6 white pawn · a2 white bishop · b1 white king | c7 black queen · f7 black king · d6 white pawn · a2 white bishop · b1 white king | c7 black queen · f7 black king · d6 white pawn · a2 white bishop · b1 white king | 2 |
| 1 | c7 black queen · f7 black king · d6 white pawn · a2 white bishop · b1 white king | c7 black queen · f7 black king · d6 white pawn · a2 white bishop · b1 white king | c7 black queen · f7 black king · d6 white pawn · a2 white bishop · b1 white king | c7 black queen · f7 black king · d6 white pawn · a2 white bishop · b1 white king | c7 black queen · f7 black king · d6 white pawn · a2 white bishop · b1 white king | c7 black queen · f7 black king · d6 white pawn · a2 white bishop · b1 white king | c7 black queen · f7 black king · d6 white pawn · a2 white bishop · b1 white king | c7 black queen · f7 black king · d6 white pawn · a2 white bishop · b1 white king | 1 |
|   | a                                                                                | b                                                                                | c                                                                                | d                                                                                | e                                                                                | f                                                                                | g                                                                                | h                                                                                |   |

|   | a                                                                               | b                                                                               | c                                                                               | d                                                                               | e                                                                               | f                                                                               | g                                                                               | h                                                                               |   |
| 8 | c7 black king · b5 white knight · b3 white rook · f3 black rook · e1 white king | c7 black king · b5 white knight · b3 white rook · f3 black rook · e1 white king | c7 black king · b5 white knight · b3 white rook · f3 black rook · e1 white king | c7 black king · b5 white knight · b3 white rook · f3 black rook · e1 white king | c7 black king · b5 white knight · b3 white rook · f3 black rook · e1 white king | c7 black king · b5 white knight · b3 white rook · f3 black rook · e1 white king | c7 black king · b5 white knight · b3 white rook · f3 black rook · e1 white king | c7 black king · b5 white knight · b3 white rook · f3 black rook · e1 white king | 8 |
| 7 | c7 black king · b5 white knight · b3 white rook · f3 black rook · e1 white king | c7 black king · b5 white knight · b3 white rook · f3 black rook · e1 white king | c7 black king · b5 white knight · b3 white rook · f3 black rook · e1 white king | c7 black king · b5 white knight · b3 white rook · f3 black rook · e1 white king | c7 black king · b5 white knight · b3 white rook · f3 black rook · e1 white king | c7 black king · b5 white knight · b3 white rook · f3 black rook · e1 white king | c7 black king · b5 white knight · b3 white rook · f3 black rook · e1 white king | c7 black king · b5 white knight · b3 white rook · f3 black rook · e1 white king | 7 |
| 6 | c7 black king · b5 white knight · b3 white rook · f3 black rook · e1 white king | c7 black king · b5 white knight · b3 white rook · f3 black rook · e1 white king | c7 black king · b5 white knight · b3 white rook · f3 black rook · e1 white king | c7 black king · b5 white knight · b3 white rook · f3 black rook · e1 white king | c7 black king · b5 white knight · b3 white rook · f3 black rook · e1 white king | c7 black king · b5 white knight · b3 white rook · f3 black rook · e1 white king | c7 black king · b5 white knight · b3 white rook · f3 black rook · e1 white king | c7 black king · b5 white knight · b3 white rook · f3 black rook · e1 white king | 6 |
| 5 | c7 black king · b5 white knight · b3 white rook · f3 black rook · e1 white king | c7 black king · b5 white knight · b3 white rook · f3 black rook · e1 white king | c7 black king · b5 white knight · b3 white rook · f3 black rook · e1 white king | c7 black king · b5 white knight · b3 white rook · f3 black rook · e1 white king | c7 black king · b5 white knight · b3 white rook · f3 black rook · e1 white king | c7 black king · b5 white knight · b3 white rook · f3 black rook · e1 white king | c7 black king · b5 white knight · b3 white rook · f3 black rook · e1 white king | c7 black king · b5 white knight · b3 white rook · f3 black rook · e1 white king | 5 |
| 4 | c7 black king · b5 white knight · b3 white rook · f3 black rook · e1 white king | c7 black king · b5 white knight · b3 white rook · f3 black rook · e1 white king | c7 black king · b5 white knight · b3 white rook · f3 black rook · e1 white king | c7 black king · b5 white knight · b3 white rook · f3 black rook · e1 white king | c7 black king · b5 white knight · b3 white rook · f3 black rook · e1 white king | c7 black king · b5 white knight · b3 white rook · f3 black rook · e1 white king | c7 black king · b5 white knight · b3 white rook · f3 black rook · e1 white king | c7 black king · b5 white knight · b3 white rook · f3 black rook · e1 white king | 4 |
| 3 | c7 black king · b5 white knight · b3 white rook · f3 black rook · e1 white king | c7 black king · b5 white knight · b3 white rook · f3 black rook · e1 white king | c7 black king · b5 white knight · b3 white rook · f3 black rook · e1 white king | c7 black king · b5 white knight · b3 white rook · f3 black rook · e1 white king | c7 black king · b5 white knight · b3 white rook · f3 black rook · e1 white king | c7 black king · b5 white knight · b3 white rook · f3 black rook · e1 white king | c7 black king · b5 white knight · b3 white rook · f3 black rook · e1 white king | c7 black king · b5 white knight · b3 white rook · f3 black rook · e1 white king | 3 |
| 2 | c7 black king · b5 white knight · b3 white rook · f3 black rook · e1 white king | c7 black king · b5 white knight · b3 white rook · f3 black rook · e1 white king | c7 black king · b5 white knight · b3 white rook · f3 black rook · e1 white king | c7 black king · b5 white knight · b3 white rook · f3 black rook · e1 white king | c7 black king · b5 white knight · b3 white rook · f3 black rook · e1 white king | c7 black king · b5 white knight · b3 white rook · f3 black rook · e1 white king | c7 black king · b5 white knight · b3 white rook · f3 black rook · e1 white king | c7 black king · b5 white knight · b3 white rook · f3 black rook · e1 white king | 2 |
| 1 | c7 black king · b5 white knight · b3 white rook · f3 black rook · e1 white king | c7 black king · b5 white knight · b3 white rook · f3 black rook · e1 white king | c7 black king · b5 white knight · b3 white rook · f3 black rook · e1 white king | c7 black king · b5 white knight · b3 white rook · f3 black rook · e1 white king | c7 black king · b5 white knight · b3 white rook · f3 black rook · e1 white king | c7 black king · b5 white knight · b3 white rook · f3 black rook · e1 white king | c7 black king · b5 white knight · b3 white rook · f3 black rook · e1 white king | c7 black king · b5 white knight · b3 white rook · f3 black rook · e1 white king | 1 |
|   | a                                                                               | b                                                                               | c                                                                               | d                                                                               | e                                                                               | f                                                                               | g                                                                               | h                                                                               |   |

#### Chiếu xiên
Là một dạng chiếu bắt quân, một quân cờ (phải là các quân Hậu, Xe, Tượng) chiếu Vua đối phương, sau khi Vua đối phương phải tránh thì bắt quân phía sau theo đường thẳng hoặc chéo được gọi là "chiếu xiên".
Ví dụ:
| \| \| a \| b \| c \| d \| e \| f \| g \| h \| \| \| 8 \| a5 black queen · d5 black king · g5 white rook · c1 white king \| a5 black queen · d5 black king · g5 white rook · c1 white king \| a5 black queen · d5 black king · g5 white rook · c1 white king \| a5 black queen · d5 black king · g5 white rook · c1 white king \| a5 black queen · d5 black king · g5 white rook · c1 white king \| a5 black queen · d5 black king · g5 white rook · c1 white king \| a5 black queen · d5 black king · g5 white rook · c1 white king \| a5 black queen · d5 black king · g5 white rook · c1 white king \| 8 \| \| 7 \| a5 black queen · d5 black king · g5 white rook · c1 white king \| a5 black queen · d5 black king · g5 white rook · c1 white king \| a5 black queen · d5 black king · g5 white rook · c1 white king \| a5 black queen · d5 black king · g5 white rook · c1 white king \| a5 black queen · d5 black king · g5 white rook · c1 white king \| a5 black queen · d5 black king · g5 white rook · c1 white king \| a5 black queen · d5 black king · g5 white rook · c1 white king \| a5 black queen · d5 black king · g5 white rook · c1 white king \| 7 \| \| 6 \| a5 black queen · d5 black king · g5 white rook · c1 white king \| a5 black queen · d5 black king · g5 white rook · c1 white king \| a5 black queen · d5 black king · g5 white rook · c1 white king \| a5 black queen · d5 black king · g5 white rook · c1 white king \| a5 black queen · d5 black king · g5 white rook · c1 white king \| a5 black queen · d5 black king · g5 white rook · c1 white king \| a5 black queen · d5 black king · g5 white rook · c1 white king \| a5 black queen · d5 black king · g5 white rook · c1 white king \| 6 \| \| 5 \| a5 black queen · d5 black king · g5 white rook · c1 white king \| a5 black queen · d5 black king · g5 white rook · c1 white king \| a5 black queen · d5 black king · g5 white rook · c1 white king \| a5 black queen · d5 black king · g5 white rook · c1 white king \| a5 black queen · d5 black king · g5 white rook · c1 white king \| a5 black queen · d5 black king · g5 white rook · c1 white king \| a5 black queen · d5 black king · g5 white rook · c1 white king \| a5 black queen · d5 black king · g5 white rook · c1 white king \| 5 \| \| 4 \| a5 black queen · d5 black king · g5 white rook · c1 white king \| a5 black queen · d5 black king · g5 white rook · c1 white king \| a5 black queen · d5 black king · g5 white rook · c1 white king \| a5 black queen · d5 black king · g5 white rook · c1 white king \| a5 black queen · d5 black king · g5 white rook · c1 white king \| a5 black queen · d5 black king · g5 white rook · c1 white king \| a5 black queen · d5 black king · g5 white rook · c1 white king \| a5 black queen · d5 black king · g5 white rook · c1 white king \| 4 \| \| 3 \| a5 black queen · d5 black king · g5 white rook · c1 white king \| a5 black queen · d5 black king · g5 white rook · c1 white king \| a5 black queen · d5 black king · g5 white rook · c1 white king \| a5 black queen · d5 black king · g5 white rook · c1 white king \| a5 black queen · d5 black king · g5 white rook · c1 white king \| a5 black queen · d5 black king · g5 white rook · c1 white king \| a5 black queen · d5 black king · g5 white rook · c1 white king \| a5 black queen · d5 black king · g5 white rook · c1 white king \| 3 \| \| 2 \| a5 black queen · d5 black king · g5 white rook · c1 white king \| a5 black queen · d5 black king · g5 white rook · c1 white king \| a5 black queen · d5 black king · g5 white rook · c1 white king \| a5 black queen · d5 black king · g5 white rook · c1 white king \| a5 black queen · d5 black king · g5 white rook · c1 white king \| a5 black queen · d5 black king · g5 white rook · c1 white king \| a5 black queen · d5 black king · g5 white rook · c1 white king \| a5 black queen · d5 black king · g5 white rook · c1 white king \| 2 \| \| 1 \| a5 black queen · d5 black king · g5 white rook · c1 white king \| a5 black queen · d5 black king · g5 white rook · c1 white king \| a5 black queen · d5 black king · g5 white rook · c1 white king \| a5 black queen · d5 black king · g5 white rook · c1 white king \| a5 black queen · d5 black king · g5 white rook · c1 white king \| a5 black queen · d5 black king · g5 white rook · c1 white king \| a5 black queen · d5 black king · g5 white rook · c1 white king \| a5 black queen · d5 black king · g5 white rook · c1 white king \| 1 \| \| \| a \| b \| c \| d \| e \| f \| g \| h \| \|Trắng Xe g5 chiếu xiên bắt Hậu đen. |                                                                |                                                                |                                                                |                                                                |                                                                |                                                                |                                                                |                                                                |   |
| | a                                                              | b                                                              | c                                                              | d                                                              | e                                                              | f                                                              | g                                                              | h                                                              |   |
| 8 | a5 black queen · d5 black king · g5 white rook · c1 white king | a5 black queen · d5 black king · g5 white rook · c1 white king | a5 black queen · d5 black king · g5 white rook · c1 white king | a5 black queen · d5 black king · g5 white rook · c1 white king | a5 black queen · d5 black king · g5 white rook · c1 white king | a5 black queen · d5 black king · g5 white rook · c1 white king | a5 black queen · d5 black king · g5 white rook · c1 white king | a5 black queen · d5 black king · g5 white rook · c1 white king | 8 |
| 7 | a5 black queen · d5 black king · g5 white rook · c1 white king | a5 black queen · d5 black king · g5 white rook · c1 white king | a5 black queen · d5 black king · g5 white rook · c1 white king | a5 black queen · d5 black king · g5 white rook · c1 white king | a5 black queen · d5 black king · g5 white rook · c1 white king | a5 black queen · d5 black king · g5 white rook · c1 white king | a5 black queen · d5 black king · g5 white rook · c1 white king | a5 black queen · d5 black king · g5 white rook · c1 white king | 7 |
| 6 | a5 black queen · d5 black king · g5 white rook · c1 white king | a5 black queen · d5 black king · g5 white rook · c1 white king | a5 black queen · d5 black king · g5 white rook · c1 white king | a5 black queen · d5 black king · g5 white rook · c1 white king | a5 black queen · d5 black king · g5 white rook · c1 white king | a5 black queen · d5 black king · g5 white rook · c1 white king | a5 black queen · d5 black king · g5 white rook · c1 white king | a5 black queen · d5 black king · g5 white rook · c1 white king | 6 |
| 5 | a5 black queen · d5 black king · g5 white rook · c1 white king | a5 black queen · d5 black king · g5 white rook · c1 white king | a5 black queen · d5 black king · g5 white rook · c1 white king | a5 black queen · d5 black king · g5 white rook · c1 white king | a5 black queen · d5 black king · g5 white rook · c1 white king | a5 black queen · d5 black king · g5 white rook · c1 white king | a5 black queen · d5 black king · g5 white rook · c1 white king | a5 black queen · d5 black king · g5 white rook · c1 white king | 5 |
| 4 | a5 black queen · d5 black king · g5 white rook · c1 white king | a5 black queen · d5 black king · g5 white rook · c1 white king | a5 black queen · d5 black king · g5 white rook · c1 white king | a5 black queen · d5 black king · g5 white rook · c1 white king | a5 black queen · d5 black king · g5 white rook · c1 white king | a5 black queen · d5 black king · g5 white rook · c1 white king | a5 black queen · d5 black king · g5 white rook · c1 white king | a5 black queen · d5 black king · g5 white rook · c1 white king | 4 |
| 3 | a5 black queen · d5 black king · g5 white rook · c1 white king | a5 black queen · d5 black king · g5 white rook · c1 white king | a5 black queen · d5 black king · g5 white rook · c1 white king | a5 black queen · d5 black king · g5 white rook · c1 white king | a5 black queen · d5 black king · g5 white rook · c1 white king | a5 black queen · d5 black king · g5 white rook · c1 white king | a5 black queen · d5 black king · g5 white rook · c1 white king | a5 black queen · d5 black king · g5 white rook · c1 white king | 3 |
| 2 | a5 black queen · d5 black king · g5 white rook · c1 white king | a5 black queen · d5 black king · g5 white rook · c1 white king | a5 black queen · d5 black king · g5 white rook · c1 white king | a5 black queen · d5 black king · g5 white rook · c1 white king | a5 black queen · d5 black king · g5 white rook · c1 white king | a5 black queen · d5 black king · g5 white rook · c1 white king | a5 black queen · d5 black king · g5 white rook · c1 white king | a5 black queen · d5 black king · g5 white rook · c1 white king | 2 |
| 1 | a5 black queen · d5 black king · g5 white rook · c1 white king | a5 black queen · d5 black king · g5 white rook · c1 white king | a5 black queen · d5 black king · g5 white rook · c1 white king | a5 black queen · d5 black king · g5 white rook · c1 white king | a5 black queen · d5 black king · g5 white rook · c1 white king | a5 black queen · d5 black king · g5 white rook · c1 white king | a5 black queen · d5 black king · g5 white rook · c1 white king | a5 black queen · d5 black king · g5 white rook · c1 white king | 1 |
| | a                                                              | b                                                              | c                                                              | d                                                              | e                                                              | f                                                              | g                                                              | h                                                              |   |